# Суперкубок Сан-Марино з футболу 2002
Суперкубок Сан-Марино з футболу 2002 — 17-й розіграш турніру, який в той час мав назву Трофео Федерале. Переможцем вперше став Кайлунго.

## Учасники
- Чемпіонат Сан-Марино:
  - Чемпіон: Доманьяно
  - Срібний призер: Кайлунго
  - Бронзовий призер: Космос
- Кубок Сан-Марино:
  - Півфіналіст: Пеннаросса

## Півфінали
| Команда 1     | Рахунок | Команда 2 |
| ------------- | ------- | --------- |
| 2 жовтня 2002 |         |           |
| Пеннаросса    | 2:1     | Доманьяно |
| Кайлунго      | 4:2     | Космос    |

## Фінал
| Команда 1     | Рахунок | Команда 2  |
| ------------- | ------- | ---------- |
| 9 жовтня 2002 |         |            |
| Кайлунго      | 1:0     | Пеннаросса |